# Mille Gejl
Mille Gejl (23 september 1999) is een voetbalspeelster uit Denemarken. Ze speelt als middenvelder voor HB Køge in de Elitedivisionen.

## Clubcarrière
Gejl speelde in de jeugd voor Varde IF en Kolding IF. In 2018 maakte Gejl de overstap naar Brøndby IF waarmee ze kampioen werd en haar opwachting maakte in de Champions League.
In 2021 besloot Gejl naar BK Häcken te vertrekken waarvoor ze ook uitkwam in de Champions League.
In januari 2023 maakte Gejl de overstap naar de Verenigde Staten waar ze een tweejarig contract tekende bij North Carolina Courage. Op 25 maart 2023 maakte Gejl haar eerste goal in een 1-0 overwinning op Kansas City Current. In het seizoen 2023/24 werd ze uitgeleend aan het Franse Montpellier HSC.
Voorafgaande aan het seizoen 2024/25 kwam Gejl met North Carolina Courage een contractontbinding overeen waardoor ze transfervrij kon worden overgenomen door het naar de Super League gepromoveerde Crystal Palace FC. Na de degradatie van de club terug naar het Championship, liet Gejl de Londense club achter zich en keerde ze bij HB Køge terug in haar geboorteland.

## Statistieken
| Seizoen   | Club                   | Land             | Competitie            | Wedstrijden | Doelpunten |
| --------- | ---------------------- | ---------------- | --------------------- | ----------- | ---------- |
| 2017-2018 | Kolding IF             | Denemarken       | Elitedivisionen       | 19          | 9          |
| 2018-2021 | Brøndby IF             | Denemarken       | Elitedivisionen       | 52          | 24         |
| 2021-2022 | BK Häcken              | Zweden           | Damallsvenskan        | 24          | 10         |
| 2023      | North Carolina Courage | Verenigde Staten | United Soccer Leagues | 11          | 2          |
| 2023/24   | Montpellier HSC        | Frankrijk        | Division 1            | 7           | 0          |
| 2024/25   | Crystal Palace FC      | Engeland         | Super League          | 17          | 3          |
| 2025/26   | HB Køge                | Denemarken       | Elitedivisionen       | 0           | 0          |
| Totaal    | Totaal                 | Totaal           | Totaal                | 142         | 51         |

Laatste update: 23 juli 2025

## Interlandcarrière
Gejl werd in 2019 voor het eerst opgeroepen voor het Deens nationaal voetbalelftal. Op 21 januari 2019 maakte Gejl haar debuut voor Denemarken in een vriendschappelijk duel tegen Finland.
In 2022 werd Gejl opgenomen in de selectie voor het EK 2022. Gejl mocht invallen in het eerste groepsduel tegen Duitsland. Op dit toernooi werd Denemarken uitgeschakeld in de groepsfase.
In 2023 werd Gejl opgeroepen voor het WK 2023. Gejl kwam in twee wedstrijden van Denemarken in actie en werd met haar land uitgeschakeld in de achtste finales tegen Australië.